# Alessandro Goti
Alessandro Goti (Prato, 3 febbraio 1961 – Viareggio, 28 aprile 2018) è stato un cestista italiano.

## Carriera
Ha giocato in Serie A1 con la Virtus Bologna (squadra in cui ha militato nelle giovanili), Bartolini Brindisi, Bic Trieste e Allibert Livorno.
Ha vinto lo scudetto con Bologna nella stagione 1978-79.

## Palmarès
- Campionato italiano: 1

Virtus Bologna: 1978-79